# Antonio Maccanico
Antonio Maccanico, né le 4 août 1924 à Avellino et mort le 23 avril 2013 à Rome, est un homme politique italien, membre du Parti républicain italien.